# UCI World Tour 2019
L'UCI World Tour 2019 fou la novena edició de l'UCI World Tour. Inclogué 38 proves, una més que en l'edició precedent per la inclusió dels Tres dies de Bruges-De Panne. La competició començà el 15 de gener amb la disputa del Tour Down Under i finalitzà amb el Tour de Guangxi el 20 d'octubre. Per altra banda, l'Abu Dhabi Tour fou substituït pel Tour dels Emirats Àrabs i la Volta a Turquia canvià de dates i passà de l'octubre a l'abril.

## Equips
| Equip                          | País                   | Nombre de ciclistes | Codi UCI | Desde |
| ------------------------------ | ---------------------- | ------------------- | -------- | ----- |
| AG2R La Mondiale               | França                 | 28                  | ALM      | 2000  |
| Astana Pro Team                | Kazakhstan             | 28                  | AST      | 2005  |
| Bahrain-Merida                 | Bahrein                | 25                  | TBM      | 2017  |
| BORA-hansgrohe                 | Alemanya               | 27                  | BOH      | 2010  |
| CCC Team                       | Polònia                | 24                  | CPT      | 2019  |
| Deceuninck-Quick Step          | Bèlgica                | 24                  | DQT      | 2003  |
| Groupama-FDJ                   | França                 | 28                  | GFC      | 1997  |
| Lotto Soudal                   | Bèlgica                | 27                  | LTS      | 1985  |
| Movistar Team                  | Espanya                | 26                  | MOV      | 2004  |
| Mitchelton-Scott               | Austràlia              | 26                  | MTS      | 2012  |
| Team Dimension Data            | Sud-àfrica             | 27                  | TDD      | 2007  |
| EF Education First Pro Cycling | Estats Units d'Amèrica | 27                  | EF1      | 2005  |
| Team Katusha Alpecin           | Suissa                 | 23                  | TKA      | 2004  |
| Team Jumbo-Visma               | Països Baixos          | 26                  | TJV      | 1996  |
| Team Ineos                     | Gran Bretanya          | 27                  | SKY      | 2010  |
| Team Sunweb                    | Alemanya               | 25                  | SUN      | 1998  |
| Trek-Segafredo                 | Estats Units d'Amèrica | 26                  | TFS      | 2010  |
| UAE Team Emirates              | Emirats Àrabs Units    | 29                  | UAD      | 1992  |

## Calendari i resultats
| Data                      | Cursa                             | País                    | Cat | Vencedor             | Segon              | Tercer                |
| ------------------------- | --------------------------------- | ----------------------- | --- | -------------------- | ------------------ | --------------------- |
| 15-20 de gener            | Tour Down Under                   | Austràlia               | 3   | Daryl Impey          | Richie Porte       | Wout Poels            |
| 27 de gener               | Cadel Evans Great Ocean Road Race | Austràlia               | 5   | Elia Viviani         | Caleb Ewan         | Daryl Impey           |
| 25 de febrer-2 de març    | UAE Tour                          | Emirats Àrabs Units     | 5   | Primož Roglič        | Alejandro Valverde | David Gaudu           |
| 2 de març                 | Omloop Het Nieuwsblad             | Bèlgica                 | 5   | Zdeněk Štybar        | Greg Van Avermaet  | Tim Wellens           |
| 9 de març                 | Strade Bianche                    | Itàlia                  | 5   | Julian Alaphilippe   | Jakob Fuglsang     | Wout Van Aert         |
| 10-17 de març             | París-Niça                        | França                  | 3   | Egan Bernal          | Nairo Quintana     | Michał Kwiatkowski    |
| 13-19 de març             | Tirrena-Adriàtica                 | Itàlia                  | 3   | Primož Roglič        | Adam Yates         | Jakob Fuglsang        |
| 23 de març                | Milà-Sanremo                      | Itàlia                  | 3   | Julian Alaphilippe   | Oliver Naesen      | Michał Kwiatkowski    |
| 25-31 de març             | Volta a Catalunya                 | Espanya                 | 4   | Miguel Ángel López   | Adam Yates         | Egan Bernal           |
| 27 de març                | Tres dies de Bruges-De Panne      | Bèlgica                 | 5   | Dylan Groenewegen    | Fernando Gaviria   | Elia Viviani          |
| 29 de març                | E3 BinckBank Classic              | Bèlgica                 | 4   | Zdeněk Štybar        | Wout van Aert      | Greg Van Avermaet     |
| 31 de març                | Gant-Wevelgem                     | Bèlgica                 | 3   | Alexander Kristoff   | John Degenkolb     | Oliver Naesen         |
| 3 d'abril                 | A través de Flandes               | Bèlgica                 | 5   | Mathieu van der Poel | Anthony Turgis     | Bob Jungels           |
| 7 d'abril                 | Tour de Flandes                   | Bèlgica                 | 3   | Alberto Bettiol      | Kasper Asgreen     | Alexander Kristoff    |
| 8-13 d'abril              | Volta al País Basc                | Espanya                 | 4   | Ion Izagirre         | Dan Martin         | Emanuel Buchmann      |
| 14 d'abril                | París-Roubaix                     | França                  | 3   | Philippe Gilbert     | Nils Politt        | Yves Lampaert         |
| 16-21 d'abril             | Volta a Turquia                   | Turquia                 | 5   | Felix Großschartner  | Valerio Conti      | Merhawi Kudus         |
| 21 d'abril                | Amstel Gold Race                  | Països Baixos           | 3   | Mathieu van der Poel | Simon Clarke       | Jakob Fuglsang        |
| 24 d'abril                | Fletxa Valona                     | Bèlgica                 | 4   | Julian Alaphilippe   | Jakob Fuglsang     | Diego Ulissi          |
| 28 d'abril                | Lieja-Bastogne-Lieja              | Bèlgica                 | 3   | Jakob Fuglsang       | Davide Formolo     | Maximilian Schachmann |
| 30 d'abril-5 de maig      | Tour de Romandia                  | Suïssa                  | 3   | Primož Roglič        | Rui Costa          | Geraint Thomas        |
| 1 de maig                 | Eschborn-Frankfurt                | Alemanya                | 5   | Pascal Ackermann     | John Degenkolb     | Alexander Kristoff    |
| 11 de maig-2 de juny      | Giro d'Itàlia                     | Itàlia                  | 2   | Richard Carapaz      | Vincenzo Nibali    | Primož Roglič         |
| 12-18 de maig             | Volta a Califòrnia                | Estats Units            | 5   | Tadej Pogačar        | Sergio Higuita     | Kasper Asgreen        |
| 9-16 de juny              | Critèrium del Dauphiné            | França                  | 3   | Jakob Fuglsang       | Tejay van Garderen | Emanuel Buchmann      |
| 15-23 de juny             | Volta a Suïssa                    | Suïssa                  | 3   | Egan Bernal          | Rohan Dennis       | Patrick Konrad        |
| 6-28 de juliol            | Tour de França                    | França                  | 1   | Egan Bernal          | Geraint Thomas     | Steven Kruijswijk     |
| 3 d'agost                 | Clàssica de Sant Sebastià         | Espanya                 | 4   | Remco Evenepoel      | Greg Van Avermaet  | Marc Hirshi           |
| 3-9 d'agost               | Volta a Polònia                   | Polònia                 | 4   | Pavel Sivakov        | Jai Hindley        | Diego Ulissi          |
| 4 d'agost                 | RideLondon Classic                | Regne Unit              | 5   | Elia Viviani         | Sam Bennett        | Michael Mørkøv        |
| 12-18 d'agost             | / BinckBank Tour                  | Països Baixos · Bèlgica | 4   | Laurens De Plus      | Oliver Naesen      | Tim Wellens           |
| 24 d'agost-15 de setembre | Volta a Espanya                   | Espanya                 | 2   | Primož Roglič        | Alejandro Valverde | Tadej Pogačar         |
| 25 d'agost                | EuroEyes Cyclassics               | Alemanya                | 4   | Elia Viviani         | Caleb Ewan         | Giacomo Nizzolo       |
| 1 de setembre             | Bretagne Classic                  | França                  | 4   | Sep Vanmarcke        | Tiesj Benoot       | Jack Haig             |
| 13 de setembre            | Gran Premi Ciclista de Quebec     | Canadà                  | 3   | Michael Matthews     | Peter Sagan        | Greg Van Avermaet     |
| 15 de setembre            | Gran Premi Ciclista de Mont-real  | Canadà                  | 3   | Greg Van Avermaet    | Diego Ulissi       | Iván García Cortina   |
| 12 d'octubre              | Volta a Llombardia                | Itàlia                  | 3   | Bauke Mollema        | Alejandro Valverde | Egan Bernal           |
| 15-20 d'octubre           | Tour de Guangxi                   | R.P. de la Xina         | 5   | Enric Mas Nicolau    | Daniel Martínez    | Diego Rosa            |

## Classificacions
Ja no es calcula la classificació UCI World. Ha estat substituïda per la Classificació mundial UCI.